# Коефіцієнт рентабельності валового прибутку
Коефіцієнт рентабельності валового прибутку (Gross profit margin) показує частку валового прибутку в обсязі продаж підприємства.
Розраховується за формулою:
GPM = Валовий прибуток / Чиста виручка
Для розрахунку використовуються підсумкові значення даних звіту про фінансові результати за період.
Згідно з міжнародними стандартами бізнес-планування застосовується як один з фінансових показників ефективності бізнес-планів